# Pêches et Océans Canada
Pêches et Océans Canada (anglais : Fisheries and Oceans Canada) (nom légal : ministère des Pêches et des Océans) est un ministère du gouvernement du Canada qui est responsable de l'élaboration et de la mise en œuvre des politiques et des programmes à l'appui des intérêts économiques, environnementaux et scientifiques du Canada concernant les océans et les eaux intérieures. Il est souvent nommé par son sigle « MPO ». 
L'actuelle ministre des Pêches,  est Joanne Thompson depuis le 14 mars 2025.

## Mandat
Ce ministère a comme mandat d'offrir à la population canadienne :
- des voies navigables sécuritaires et accessibles,
- des écosystèmes aquatiques sains et productifs,
- des pêches et une aquaculture durables[3].